# Nagyecsed
Nagyecsed é uma cidade da Hungria, situada no condado de Szabolcs-Szatmár-Bereg. Tem 43,85 km² de área e sua população em 2019 foi estimada em 6.327 habitantes.